# Lungenheilanstalt Edmundsthal-Siemerswalde
Die Lungenheilanstalt Edmundsthal-Siemerswalde (seit 1963 Stiftung Hamburgisches Krankenhaus Edmundsthal-Siemerswalde) war eine Lungenheilstätte in Norddeutschland. Sie wurde 1896 vom Großkaufmann und Reeder Edmund Siemers dem Hamburger Senat gestiftet. Ziel war die Behandlung von mittellosen Tuberkulose-Kranken, die für die Behandlungskosten nicht aufkommen mussten. Insbesondere selbstständige Handwerker, Kleingewerbetreibende und von Armenverbänden gesandte Kranke, die keine gesetzliche Krankenversicherung besaßen, aber Aussicht auf Heilung hatten, wurden aufgenommen. Für Familien der Kranken wurden während der Behandlungszeit ein Unterstützungsfonds eingerichtet.
Standort war das damals noch zu Hamburg gehörende Geesthacht mit einem zum Süden in Richtung Elbe hin offenen Tal. Dies bot gute Bedingungen für Tuberkulosepatienten, da natürliche Wälder es gegen Nord- und Westwind schützten und Sandboden der Geest, in dem Regen schnell versickerte, die Ausbildung von Bodennebel verhinderte. Die Klinik besaß ein eigenes Elektrizitätswerk, da Geesthacht zu dem Zeitpunkt noch nicht über Elektrizität verfügte. Anfangs betrug die Fläche 240.000 Quadratmetern, die später auf 595.000 Quadratmeter vergrößert wurden.
Zu Ehren des Stifters wurde die Klinik 1912 Edmundsthal-Siemerswalde genannt. Die Häuser wurden nach Edmund Siemers’ Angehörigen benannt: das Thekla-Haus nach seiner Tochter; die Häuser Hans und Kurt sind nach seinen Söhnen benannt. Das Susannen-Haus trägt den Namen seiner Ehefrau.
Im Februar 1916 wurde es als Reservelazarett für lungenkranke Soldaten des Ersten Weltkrieges beschlagnahmt und 1919 zurückgegeben. Die Stätte blieb auch während der Gebietsreformen des Groß-Hamburg-Gesetzes stets Eigentum des hamburgischen Staates. Ab 1963 wurde das medizinische Spektrum auf Lungenerkrankungen unspezifischer Art verschoben, da nach dem Zweiten Weltkrieg die Anzahl an Tuberkulosepatienten zurückging. Wenige Jahre später wurde das Spektrum auf jegliche innere Krankheiten erweitert. 1982 wurde das Spektrum um interdisziplinäre Nachsorge für überwiegend ältere Patienten erweitert, die später in eine Klinik für Geriatrie weiterentwickelt wurde. Zeitgleich bereitete man ein Rehabilitationszentrum für Kinder und Jugendliche mit Schädel-Hirn-Verletzungen vor.
Die Auflösung der Klinik erfolgte 2001 in einem Insolvenzverfahren. Hierdurch wurde die neurologische Rehabilitationsklinik im Zuge der Sanierung an die Humaine Klinik übertragen, die wiederum von der Helios Kliniken übernommen wurde. Die Fachabteilung für Geriatrie wurde durch die Vitanas aus den roten Zahlen gebracht, deren Seniorenzentrum sich heute noch auf dem Gelände befindet.